# Douglas Blubaugh
Douglas Morlan Blubaugh (31. prosince 1934 Ponca City, USA – 16. května 2011) byl americký zápasník.
V roce 1960 vybojoval na olympijských hrách v Římě zlatou medaili ve volném stylu ve velterové váze.